# 努加特海姆斯省
努加特海姆斯省（阿拉伯语：‎）是利比亞的一個省，位於該國西北部，北臨地中海，西鄰突尼西亞。面積5,250平方公里。2003年人口208,954人。首府祖瓦拉。